# Matt Chrabot
Matt Chrabot né le 26 mai 1983 à Chicago, est un triathlète américain. Il est double champion des États-Unis (2009 et 2013) et double champion panaméricain (2008 et 2010).

## Palmarès
Le tableau présente les résultats les plus significatifs (podium) obtenus sur le circuit national et international de triathlon depuis 2008,.
| Année | Compétition                                 | Pays        | Position           | Temps           |
| ----- | ------------------------------------------- | ----------- | ------------------ | --------------- |
| 2018  | Challenge Sardaigne                         | Italie      | Médaille d'argent  | 3 h 51 min 59 s |
| 2018  | Ironman 70.3 Édimbourg                      | Royaume-Uni | Médaille d'argent  | 4 h 7 min 39 s  |
| 2018  | Ironman 70.3 Raleigh                        | États-Unis  | Médaille d'argent  | 3 h 58 min 19 s |
| 2018  | Ironman 70.3 Boulder                        | États-Unis  | Médaille de bronze | 3 h 48 min 8 s  |
| 2017  | Ironman Boulder                             | États-Unis  | Médaille d'argent  | 8 h 34 min 36 s |
| 2017  | Ironman 70.3 Boulder                        | États-Unis  | Médaille d'argent  | 3 h 43 min 51 s |
| 2017  | Ironman Mar del Plata                       | Argentine   | Médaille d'or      | 8 h 19 min 57 s |
| 2017  | Ironman 70.3 Cozumel                        | Mexique     | Médaille d'argent  | 3 h 51 min 44 s |
| 2017  | Ironman 70.3 Los Cabos                      | Mexique     | Médaille d'argent  | 3 h 49 min 25 s |
| 2016  | Championnat du monde longue distance        | États-Unis  | Médaille de bronze | 6 h 6 min 13 s  |
| 2016  | Ironman 70.3 Racine                         | États-Unis  | Médaille d'or      | 2 h 19 min 43 s |
| 2016  | Ironman 70.3 Los Cabos                      | Mexique     | Médaille d'argent  | 3 h 57 min 3 s  |
| 2016  | Ironman 70.3 New Orleans                    | États-Unis  | Médaille de bronze | 3 h 43 min 7 s  |
| 2016  | Ironman 70.3 Monterrey                      | Mexique     | Médaille de bronze | 3 h 44 min 37 s |
| 2015  | Ironman 70.3 Raleigh                        | États-Unis  | Médaille d'argent  | 3 h 54 min 22 s |
| 2015  | Ironman 70.3 New Orleans                    | États-Unis  | Médaille d'argent  | 3 h 40 min 30 s |
| 2015  | Ironman 70.3 St. Croix                      | États-Unis  | Médaille d'or      | 4 h 9 min 57 s  |
| 2015  | Ironman Chattanooga                         | États-Unis  | Médaille d'argent  | 8 h 8 min 34 s  |
| 2015  | Ironman 70.3 Racine                         | États-Unis  | Médaille d'argent  | 3 h 51 min 57 s |
| 2014  | Ironman 70.3 Raleigh                        | États-Unis  | Médaille d'or      | 3 h 52 min 7 s  |
| 2014  | Ironman 70.3 Panama City                    | États-Unis  | Médaille d'argent  | 3 h 42 min 12 s |
| 2014  | Ironman Mexique                             | Mexique     | Médaille d'argent  | 8 h 29 min 50 s |
| 2013  | Ironman 70.3 Austin                         | États-Unis  | Médaille d'or      | 3 h 48 min 49 s |
| 2013  | Championnat des États-Unis                  | États-Unis  | Médaille d'or      | 1 h 49 min 23 s |
| 2013  | Coupe du monde - l'étape de Mooloolaba      | Australie   | Médaille d'argent  | 1 h 54 min 53 s |
| 2011  | Coupe du monde - l'étape de Huatulco        | Mexique     | Médaille d'or      | 2 h 0 min 37 s  |
| 2011  | 5150 Miami                                  | États-Unis  | Médaille d'or      | 1 h 44 min 6 s  |
| 2010  | Championnats panaméricains                  | États-Unis  | Médaille d'or      | 1 h 54 min 48 s |
| 2010  | Championnat des États-Unis                  | États-Unis  | Médaille de bronze | 1 h 49 min 26 s |
| 2010  | Coupe du monde - l'étape de Monterrey       | Mexique     | Médaille d'argent  | 1 h 45 min 5 s  |
| 2009  | Coupe panaméricaine - l'étape de Tuscaloosa | États-Unis  | Médaille d'or      | 1 h 48 min 13 s |
| 2009  | Coupe du monde - l'étape de Huatulco        | Mexique     | Médaille d'or      | 1 h 57 min 22 s |
| 2008  | Championnats panaméricains                  | États-Unis  | Médaille d'or      | 1 h 48 min 14 s |